# Túpac Amaru
Túpac Amaru (?, 1. pol. 16. stoljeća - ?, 1572.), posljednji vladar Inka (Sapa Inka) (1571. – 1572.) i borac protiv španjolske kolonijalne vlasti. Bio je sin vladara Manca Cápaca II. i polubrat Titua Cusija, vladara Inka (1563. – 1571.).
Nastavio je otpor protiv Španjolaca, koji je započeo njegov otac 1536. godine kada je podigao ustanak i premjestio sjedište Carstva Inka u grad Vilcabamba. Poslije nekoliko okršaja, Túpac Amaru je uhvaćen 1572. godine, zajedno s vodećim vojskovođama, nakon čega je osuđen na smrt i pogubljen odrubljivanjem glave. Njegovom smrću nestali su posljednji ostaci Carstva Inka.